# Reichertella nigra
Reichertella nigra är en tvåvingeart som först beskrevs av Johann Wilhelm Meigen 1804.  Reichertella nigra ingår i släktet Reichertella och familjen dyngmyggor. Inga underarter finns listade i Catalogue of Life.